# 競馬法
競馬法（けいばほう、昭和23年7月13日法律第158号）は、日本における競馬の開催、競馬場、開催回数、入場料、勝馬投票券（いわゆる馬券）、勝馬投票法、払戻金等など、競馬に関する法律である。

主務官庁は農林水産省畜産局競馬監督課だが、地方競馬の施行者の指定に関する業務のみ、総務省自治財政局地方債課が専管する。また日本中央競馬会の国庫納付金に関する業務について、財務省主計局農林水産係担当主計官職および理財局国庫課と連携して執行にあたる。

## 構成
- 第一章　総則（第1条・第1条の2）
- 第二章　中央競馬（第2条 - 第18条）
- 第三章　地方競馬（第19条 - 第23条の47）
- 第四章　雑則（第24条 - 第29条の3）
- 第五章　罰則（第30条 - 第38条）
- 附則

## 概要
主催者
日本中央競馬会（JRA）又は都道府県（＝地方競馬）は、この法律により、競馬を行うことができる（1条の2）。
次の各号のいずれかに該当する市町村（特別区を含む。以下同じ）でその財政上の特別の必要を考慮して総務大臣が農林水産大臣と協議して指定するもの（以下「指定市町村」という）は、その指定のあつた日から、その特別の必要がやむ時期としてその指定に付した期限が到来する日までの間に限り、この法律により、競馬を行うことができる（1条の2第2項）。
1. 著しく災害を受けた市町村
2. その区域内に地方競馬場が存在する市町村

日本中央競馬会が行う競馬は、中央競馬といい、都道府県又は指定市町村が行う競馬は、地方競馬という（1条の2第5項）。
日本中央競馬会、都道府県又は指定市町村以外の者は、勝馬投票券その他これに類似するものを発売して、競馬を行つてはならない（1条の2第6項）。
- 2005年1月の改正により、これまで認められていなかった民間業者への勝馬投票券発売委託は認められている。また、2007年6月の改正で地方競馬全国協会も発売業務を行えることになった。（4条、21条）
- 2015年5月の改正（2015年11月1日施行）で「海外競馬の競走のうち、日本中央競馬会が勝馬投票券を発売することができるものを指定することができる」(3条の2)、「農林水産大臣は、海外競馬の競走のうち、都道府県又は指定市町村が勝馬投票券を発売することができるものを指定することができる」（20条の2）、となった。なお指定の要件にそれぞれ中央競馬又は地方競馬の登録を受けた馬を出走させることができる海外競馬の競走であることがある。

競馬場
中央競馬の競馬場の数は、12箇所以内において農林水産省令で定める（2条）。
地方競馬の競馬場の数は、北海道にあつては6箇所以内、都府県にあつては2箇所以内とする（19条）。
- 1997年の門別競馬場（ホッカイドウ競馬）開設の際、北海道内にはすでに旭川・岩見沢・帯広（以上、ホッカイドウ競馬およびばんえい競馬を開催）・札幌・函館（以上、ホッカイドウ競馬および中央競馬を開催）・北見（ばんえい競馬のみ開催）の6か所の競馬場で地方競馬が行われており、門別競馬場で競馬を行うためには左記の6競馬場のうち1つで地方競馬の開催を取りやめなければならなかった。1998年より岩見沢・帯広・函館でのホッカイドウ競馬の開催がなくなり、函館での地方競馬開催が消滅したため（岩見沢・帯広はばんえい競馬の開催は残った）、北海道内における地方競馬の開催場数は変わらず6となった。なおホッカイドウ競馬は2010年以降門別のみ、ばんえい競馬は2007年以降帯広のみでの開催となっている。

勝馬投票券
勝馬投票券は10円単位で発売し、10枚（100円単位）以上を1枚として発売することができる（6条1項・2項、22条）。
勝馬投票券の形式は、「単勝式」「複勝式」「連勝単式」「連勝複式」「重勝式」とする（7条、22条）。詳細は投票券 (公営競技)#投票法の種類を参照。
- 日本では長らく重勝式は発売されていなかったが、地方競馬では2010年のばんえい競馬の五重勝式導入を皮切りに一部主催者が導入、2011年からは中央競馬でも五重勝式の発売が開始されている。

払戻率（勝馬投票券の発売額に対する払戻額の割合）は、70%以上農林水産大臣が定める率以下の範囲内で主催者が設定する（8条、22条）。
- 詳細は投票券 (公営競技)#控除率を参照。上記は2014年4月の改正規定施行後のもので、それ以前は固定の計算式で算出されていた。

未成年者は勝馬投票券の購入および譲り受けができない（28条）。
- 2004年までは成年であっても学生・生徒に該当する者が勝馬投票券の購入・譲り受けをしてはいけない規定があったが、2005年1月の改正により成年なら全員勝馬投票券を購入できるように改められた。
- 2022年4月1日施行の改正民法により成年年齢が18歳に改められたことを受けて競馬法も改正され、従前は「未成年者は～」とされていた第28条は「二十歳未満の者は、勝馬投票券を購入し、又は譲り受けてはならない」と改められた。この法改正施行以前からもJRAでは『馬券は20歳になってから ほどよく楽しむ大人の遊び』という啓発用キャッチフレーズを導入していた。

その他
地方競馬全国協会の設立（22条 - 23条の46）。
- 2017年の改正により地方競馬全国協会の資金確保について平成29年度から令和4年度と改められ期限延長がなされた。

## 旧競馬法
大正12年法律第47号の競馬法は、現行の競馬法と区別して「旧競馬法」と呼ばれている。
1906年に開始された公認競馬には当初法的根拠がなく、「馬券に関する内閣決議書」という農商務・陸軍・内務・司法の4大臣による合議書によって正当化されていた。そのため馬券の射幸性に対して批判的な風潮が強まると政府は1908年10月6日、刑法（明治40年法律第45号）を根拠として馬券禁止の通牒を競馬主催者に発した。
しかし、しかしこれは良質な軍馬生産という観点で大きな支障を発生させると考えた帝國陸軍（陸軍省馬政局）は、第一次世界大戦後、軍隊の機動性向上の観点から馬産奨励のため競馬に着目した。陸軍省は競馬開催に法的根拠を与えるための法案制定を強力に後押しするとともに、馬政局を農商務省に移管するなどの施策を行い、1923年（大正12年）4月10日、第46回帝国議会の協賛並びに大正天皇の摂政迪宮裕仁の裁可を経て旧競馬法が成立。同年7月1日付で施行された。このとき馬券の発売も条件付きながら合法化された。

しかし、軍馬改良・馬産奨励のもと制定された「競馬法」であったが、改良された馬は日中戦争では故障が多発して使い物にならなかった。過労のものは大部分が死んでしまい、改良の進んだスラリとした馬ほど使役に耐え切れず、鞍を外したら背中の肉ごととれてしまった例もある。これをうけて東条英機陸軍次官は馬政委員会の会合で日本の馬が軽化しすぎて実役能力が足りないことは事実であり、競馬が馬の改良にマイナスに作用したと非難した。

なお、旧競馬法における日本競馬会および競馬倶楽部、畜産組合の監督は農林省が行ったが、地方競馬の施行者決定に関する業務は内務省地方局財務課が担当していた。